# Zachary Knighton
Zachary Andrew Knighton (Alexandria, 25 ottobre 1978) è un attore statunitense.

## Biografia
Nato in Virginia, si diploma nel 1996 alla Frank W. Cox High School a Virginia Beach, successivamente studia alla Virginia Commonwealth University, dove inizia ad avere le prime esperienze recitative. 
Debutta nel 2000, con un piccolo ruolo nel film Cherry Falls - Il paese del male, in seguito si divide tra televisione e cinema, appare come guest star nelle serie televisive Ed e Law & Order - I due volti della giustizia. Nel 2003 recita nel film indipendente The Mudge Boy, mentre l'anno seguente recita nella commedia adolescenziale Un principe tutto mio.
Nel 2005 è nel cast della serie TV di breve vita Amore e patatine (Life on a Stick), cancellata dopo solo otto episodi. Nel 2007 recita al fianco di Sophia Bush e Sean Bean in The Hitcher. Dopo il film Surfer, Dude, appare in un episodio di C'è sempre il sole a Philadelphia e in uno di Bones, fino al 2009 quando entra nel cast della nuova serie della ABC FlashForward, nel ruolo di Bryce Varley.
Dal 2011 al 2013 è stato protagonista, al fianco di Elisha Cuthbert, della serie televisiva della ABC Happy Endings.

## Filmografia

### Cinema
- Cherry Falls - Il paese del male (Cherry Falls), regia di Geoffrey Wright (2000)
- La vie nouvelle, regia di Philippe Grandrieux (2002)
- The Mudge Boy, regia di Michael Burke (2003)
- Un principe tutto mio (The Prince and Me), regia di Martha Coolidge (2004)
- The Hitcher, regia di Dave Meyers (2007)
- Surfer, Dude, regia di S.R. Bindler (2008)
- Tug, regia di Abram Makowka (2010)
- Satellite of Love, regia di Will James Moore (2012)
- Teddy Bears, regia di Thomas Beatty e Rebecca Fishman (2013)
- Ashby - Una spia per amico (Ashby), regia di Tony McNamara (2015)
- Io ti troverò (Come and Find Me), regia di Zack Whedon (2016)

### Televisione
- Sally Hemings: An American Scandal, regia di Charles Haid – film TV (2000)
- Ed – serie TV, 1 episodio (2001)
- Law & Order - I due volti della giustizia (Law & Order) – serie TV, 1 episodio (2001)
- Law & Order - Unità vittime speciali (Law & Order: Special Victims Unit) – serie TV, 1 episodio (2004)
- Amore e patatine (Life on a Stick) – serie TV, 13 episodi (2005)
- Love, Inc. – serie TV, 1 episodio (2005)
- Related – serie TV, 2 episodi (2006)
- Supreme Courtships, regia di Ian Toynton – film TV (2007)
- Bones – serie TV, 1 episodio (2009)
- FlashForward – serie TV, 22 episodi (2009-2010)
- Dr. House - Medical Division (House, M.D.) – serie TV, 1 episodio (2010)
- Happy Endings – serie TV, 57 episodi (2011-2013)
- C'è sempre il sole a Philadelphia (It's Always Sunny in Philadelphia) – serie TV, 2 episodi (2008-2013)
- Wilfred – serie TV, 1 episodio (2013)
- Parenthood – serie TV, 5 episodi (2014)
- Magnum P.I. – serie TV  96 episodi (2018-2024)

## Doppiatori italiani
Nelle versioni in italiano delle opere in cui ha recitato, Zachary Knight è stato doppiato da:
- Stefano Crescentini in FlashForward, Hawaii Five-0, Magnum P.I.
- Emiliano Coltorti in Amore e patatine, The Hitcher
- Massimiliano Alto in Law & Order - I due volti della giustizia
- Patrizio Cigliano in Law & Order - Unità vittime speciali
- Marco Bassetti in Bones
- Andrea Lavagnino in Dr. House - Medical Division
- Alessandro Quarta in Happy Endings
- Roberto Gammino in Elementary
- Stefano Thermes in The Catch
- Marco Vivio in Ashby - Una spia per amico